# Sleight
Sleight es una película estadounidense de ciencia ficción, suspense y drama dirigida por J.D. Dillard y escrita por J.D. Dillard junto a Alex Theurer. Es protagonizada por Jacob Latimore, Seychelle Gabriel, Dulé Hill, Storm Reid, Sasheer Zamata y Michael Villar.
La película fue estrenada el 7 de abril de 2017 por WWE Studios y Blumhouse Productions.

## Reparto
- Jacob Latimore como Bo
- Seychelle Gabriel como Holly
- Dulé Hill como Angelo
- Storm Reid como Tina
- Sasheer Zamata como Georgi
- Michael Villar como Packy
- Brandon Johnson como Ramone
- Cameron Esposito como Luna
- Andrew Fitzpatrick como Seth
- Jay Walker como Blake
- Frank Clem como Mr. Granger
- Mane Andrew como Maurice
- Alex Hyner como Noah

## Estreno
La película se estrenó mundialmente en el Festival de Cine de Sundance 2016 el 23 de enero de 2016. El 28 de enero de 2016 WWE Studios y Blumhouse Tilt adquirieron los derechos de distribución de la cinta. Tiene programado su estreno comercial el 7 de abril de 2017 por WWE Studios y Blumhouse Tilt.